# Myiozetetes similis
El bienteveo sociable (Myiozetetes similis) es una especie de ave paseriforme de la familia Tyrannidae, perteneciente al género Myiozetetes. Es nativo de la América tropical (Neotrópico), desde México, por América Central y del Sur hasta el noreste de Argentina.

## Nombres comunes
Se le denomina también luis gregario o luisito común (en México), mosquero chepillo (en Guatemala), chilero social (en Honduras, güis chico (en Nicaragua), mosquero cejiblanco (en Costa Rica), mosquero social (en Panamá, Ecuador y Perú), pitirre copete rojo (en Venezuela), suelda social (en Colombia), pitogüe mediano (en Paraguay o benteveo mediano (en Argentina).

## Distribución y hábitat
Se distribuye desde el noroeste y este de México, por Guatemala, Belice, El Salvador, Honduras, Costa Rica, Panamá, norte y sureste de Colombia, Venezuela, Guayana Francesa, este y oeste de Ecuador, este de Perú, norte de Bolivia, Brasil (excepto gran parte del centro oeste y el sur), este de Paraguay hasta el extremo noreste de Argentina.
Esta especie, ampliamente diseminada, es considerada común en sus hábitats naturales: los claros arbustivos y plantaciones, y los bordes de selvas húmedas y bosques, principalmente por debajo de los 1400 m de altitud.
En ocasiones se lo divide en dos especies separadas: el tragamoscas de Giraud (Myiozetetes texensis) desde México hasta Costa Rica, y el bienteveo sociable propiamente dicho, M. similis, desde el sur de Costa Rica hasta el norte de Argentina.[cita requerida]

## Descripción
Tiene una apariencia similar a la del pitanguá Megarynchus pitangua o al benteveo común Pitangus sulphuratus, pero de menor tamaño. El adulto mide entre dieciséis y dieciocho centímetros de largo y pesa entre veinticuatro y veintisiete gramos. La cabeza es de color gris oscuro, con una línea blanca muy marcada sobre los ojos y un tono anaranjado sobre la cabeza. La espalda es de color marrón olivo, y las alas y la cola son marrones con débiles franjas castaño rojizas. El vientre es amarillo y el cuello, blanco. Los pichones tienen la franja de la cabeza de un tono más pálido, corona menos rojiza y franjas de color avellana en las plumas de las alas y la cola.
Como indica su nombre específico similis (en latín, «el similar»), esta especie se parece mucho físicamente a sus parientes vivos más cercanos, como el suelda crestinegra Myiozetetes cayanensis, el atrapamoscas barba-blanca Phelpsia inornata, el mosquero cabecianillado Conopias albovittatus y el benteveo pico fino Pitangus lictor. En efecto, si no se tiene en cuenta que las diferentes especies viven en distintas partes del mundo y si se toma como base únicamente su apariencia, son difíciles de distinguir entre sí.

## Comportamiento
El bienteveo sociable puede ser omnipresente en terrenos semiabiertos de transición. Les gusta posarse sobre los árboles, algunas veces sacudiendo parciamente la cola, entre el nivel del suelo y el dosel de árboles altos a varios metros encima del suelo, siempre especialmente numerosos cerca de agua.

### Alimentación
Se alimentan de insectos, que cazan al vuelo, o de otras pequeñas presas similares, que obtienen escarbando en la tierra o entre las rocas. También comen frutos rojos (que suelen buscar en lugares modificados por los seres humanos, como bosques secundarios, parques urbanos o jardines) y pequeños invertebrados acuáticos, y ocasionalmente peces de poco tamaño.

### Reproducción

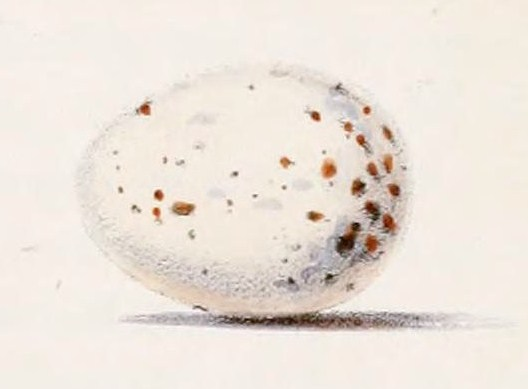
Huevo de Myiozetetes similis texensis, ilustración de John Jennens en The Ibis, 1859.

La hembra es la que construye el nido. Suele fabricarlo sobre un arbusto, árbol o edificio; es una estructura grande y con techo hecha de paja y ramas, construida cerca de nidos de avispas, abejas, hormigas o de otros benteveos para poder protegerse. El nido suele ubicarse cerca de una fuente de agua o directamente sobre ella. Por lo general, deposita entre dos y cuatro huevos, de color crema o blanco, entre febrero y junio. 

### Vocalización
Emiten una variedad de reclamos, principalmente ásperos, incluyendo un «krioouw». A este de los Andes dan un parloteado «ti-ti-tichew, chew» (o un reclamo «chew» simple), a oeste de los Andes um parloteado «kri-kri-kri».

## Sistemática

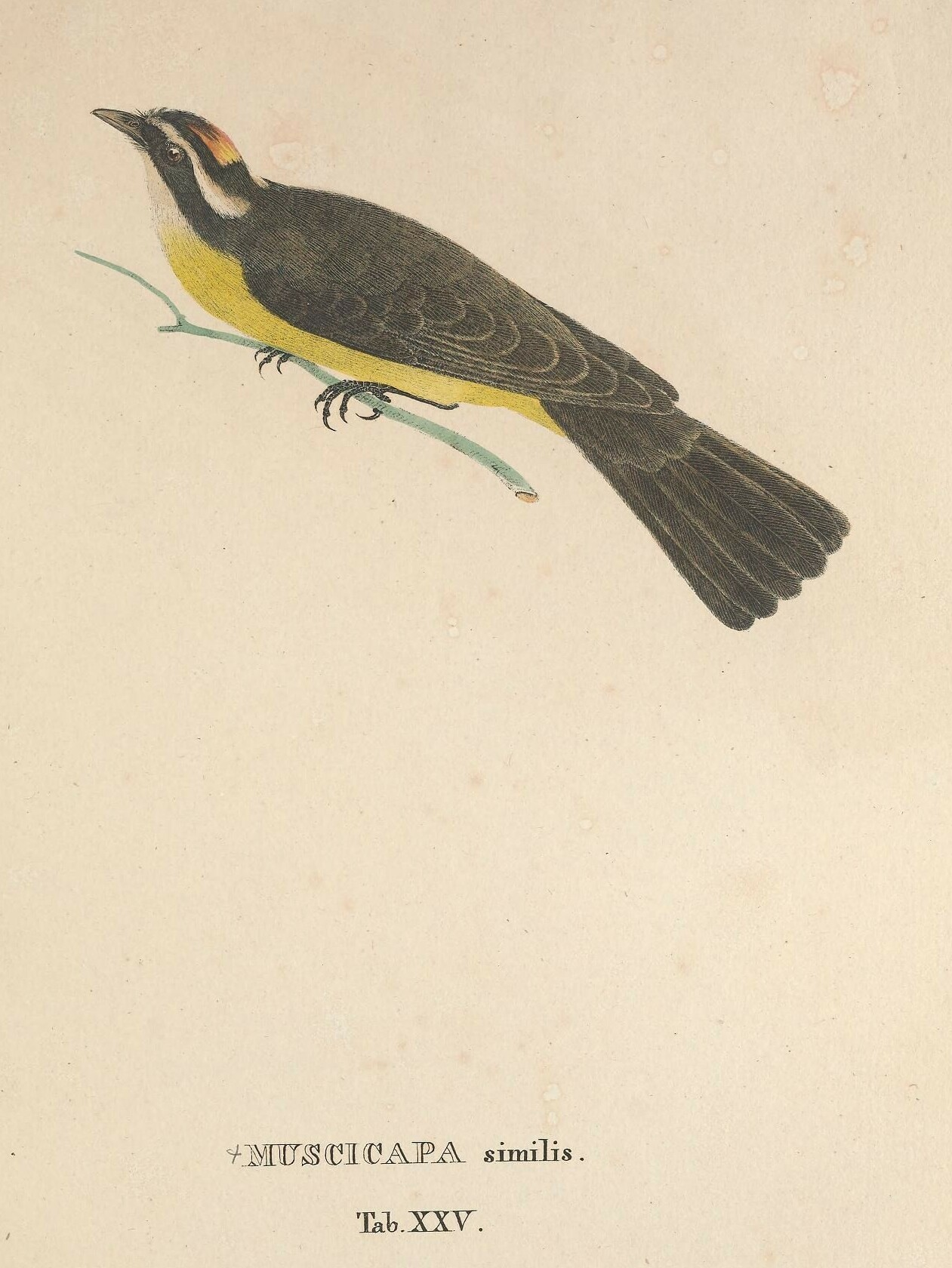
Muscicapa similis, ilustración de Matthias Schmidt en Spix Avium species novae, 1825.

### Descripción original
La especie M. similis fue descrita por primera vez por el naturalista alemán Johann Baptist von Spix en 1825 bajo el nombre científico Muscicapa similis; su localidad tipo es: «río Amazonas; restringido posteriormente para desembocadura del río Madeira, Brasil».

### Etimología
El nombre genérico masculino «Myiozetetes» se compone de las palabras del griego «muia, muias» que significa ‘mosca’, y «zētētēs» que significa ‘perseguidor’; y el nombre de la especie «similis», en latín significa ‘similar’.

### Taxonomía
Los datos genéticos indican fuertemente que la presente especie es hermana de Myiozetetes cayanensis y ambas forman un clado con el par formado por Myiozetetes granadensis y M. luteiventris. Las diferencias marcantes en los reclamos comunes durante el día de las subespecies sugieren cuatro grupos, pero las diferencias morfológicas no coinciden y son necesarias más investigaciones. Las formas propuestas M. s. connivens Berlepsch & Stolzmann, 1906 (de Urubamba, Perú) y M. s. fiedleri Dunajewski, 1939 (de Ucayali, Perú) son consideradas indistinguibles de la nominal.

### Subespecies
Según las clasificaciones del Congreso Ornitológico Internacional (IOC) y Clements Checklist/eBird se reconocen siete subespecies, en tres grupos, con su correspondiente distribución geográfica:
- Grupo politípico texensis:
  - Myiozetetes similis primulus van Rossem, 1930 – oeste de México (sur de Sonora al sur hasta el norte de Sinaloa).
  - Myiozetetes similis hesperis A.R. Phillips, 1966 – oeste de México (centro de Sinaloa y sur de Zacatecas al este hasta el sureoste de Puebla, al sur por lo menos hasta el sureste de Oaxaca).
  - Myiozetetes similis texensis (Giraud Jr), 1841 – este y sur de México (desde el suroeste de Tamaulipas al sur por la península de Yucatán y Chiapas), Belice, la mayor parte de Guatemala, El Salvador, Honduras, Nicaragua y Costa Rica (excepto el suroeste).

- Grupo politípico similis:

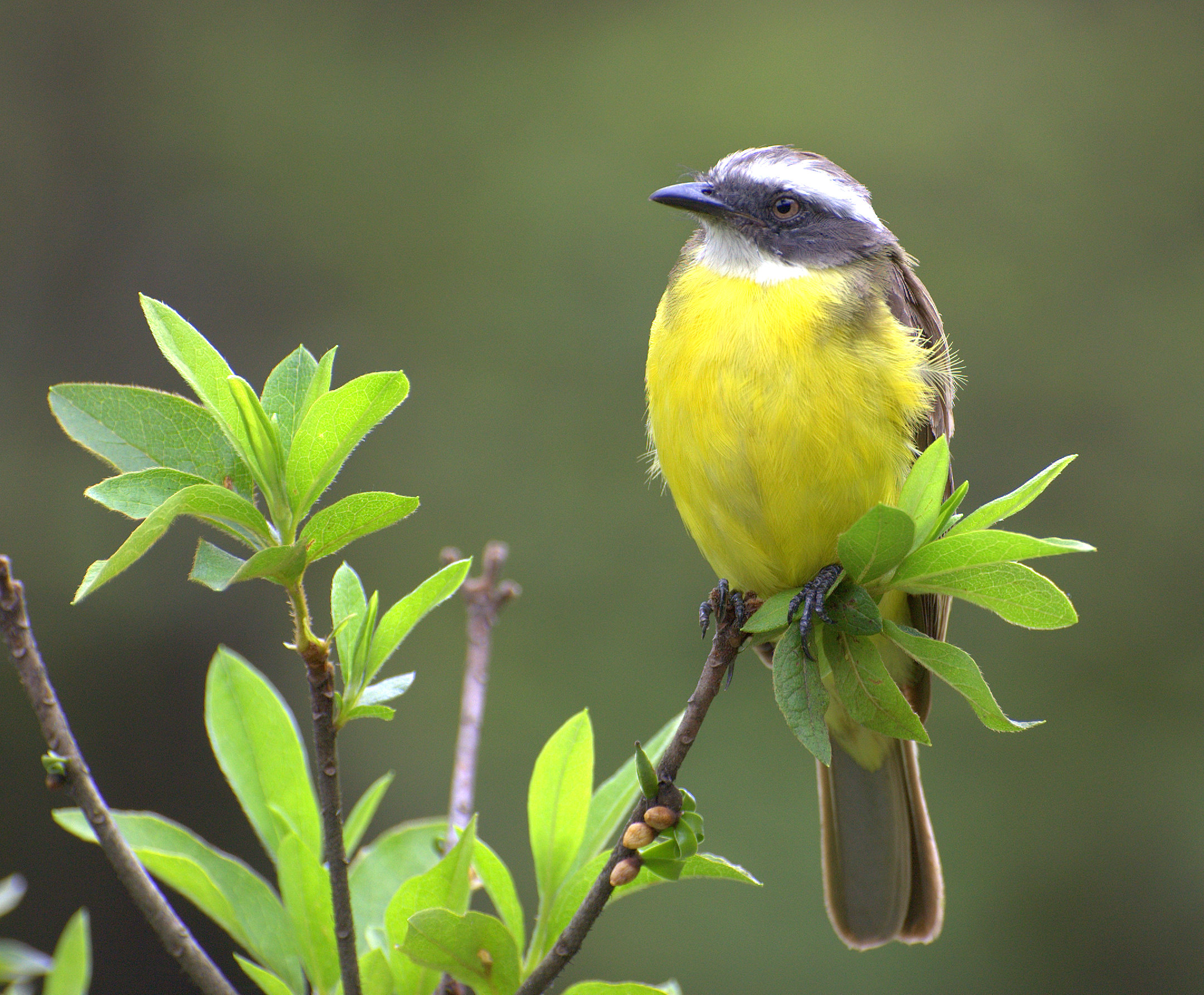
M. s. pallidiventris, la subespecie más meridional, en el Jardín Botánico de San Pablo, Brasil.

- - Myiozetetes similis columbianus Cabanis & Heine, 1860 – suroeste de Costa Rica y Panamá, litoral norte de Colombia (al sure desde las tierras bajas caribeñas por el valle del Magdalena hasta Huila) y norte de Venezuela (al este hasta Sucre, al sur hasta el norte de Amazonas y norte de Bolívar.
  - Myiozetetes similis similis (Spix) 1825 – este de Colombia a oriente de los Andes orientales (al sur desde Norte de Santander), sureste de Venezuela (Amazonas, sur de Bolívar), Guayana Francesa, este de Ecuador, noreste y este de Perú, Amazonia brasileña (excepto las cuencas de los rís Tocantins y Xingu) y norte de Bolivia (al sur hasta Cochabamba y norte de Santa Cruz).
  - Myiozetetes similis pallidiventris Pinto, 1935 – este de Brasil (este de Pará al este hasta Paraíba, al sur hasta Mato Grosso do Sul y norte de Río Grande del Sur), este de Paraguay (al oeste hasta Caaguazú) y  noreste de Argentina (Misiones).

- Grupo monotípico grandis:
  - Myiozetetes similis grandis  Lawrence, 1871 – oeste de Ecuador (al sur desde el oeste de Esmeraldas) y extremo noroeste de Perú (Tumbes).